# Guerra birmano-siamese (1809-1812)
La guerra birmano-siamese del 1809-1812 fu il conflitto combattuto tra Birmania e Siam tra il 1809 ed il 1812 per il possesso della ricca regione costiera del Tenasserim. La guerra si concluse con la vittoria dei siamesi, che respinsero l'invasione birmana di Phuket e mantennero il controllo dei propri territori nella regione. Fu l'ultima invasione del Siam da parte dei birmani.

## Antefatti
All'inizio del XVIII secolo la regione costiera del Tenasserim era controllata in parte dai birmani ed in parte dai siamesi. In particolare la zona settentrionale fino a Tavoy (Dawei) era in mano ai birmani, mentre il Siam controllava la parte meridionale.
Nel corso dei secoli precedenti entrambi i regni reclamarono la sovranità su tutta la regione. In particolare i birmani la controllarono a partire dal 1287, per poi perderla e tra il XIV e il XVI secolo tentare più volte di riprenderla, con alterni successi e sconfitte. Lo status quo in quel momento era stato stabilito nel 1615 in seguito a un conflitto armato.
I birmani posero fine al Regno di Ayutthaya nel 1767, distruggendone la capitale. I siamesi si riorganizzarono con il nuovo re Taksin e quello stesso anno cacciarono i birmani, che nei decenni successivi invasero ripetutamente il Siam senza successo.

## Conflitto
Nel giugno 1809 il re birmano Bodawpaya ricevette l'informazione che il sovrano siamese Rama I aveva contratto una seria malattia e cercò di approfittarne invadendo il Paese rivale.
Bodawpaya riuscì a mettere insieme una forza di quasi 30 000 soldati e 60 navi da guerra e in ottobre fece partire la campagna. La prima armata del suo esercito conquistò Ranong e Na Toei, per poi dirigersi verso Chumphon, dove fu sconfitta e costretta a rientrare in patria. La seconda armata fu imbarcata sulle navi e catturò prima Takua Pa, proseguendo poi verso sud e invadendo Phuket, a quel tempo chiamata Thalang come il suo capoluogo. Il castello di Thalang cadde nelle mani dei birmani dopo un assedio durato sei giorni, la città fu saccheggiata e i suoi abitanti massacrati. Il 17 ottobre i birmani presero anche Takua Thung e Takua Pa senza incontrare resistenza.
Dopo essere stati colti di sorpresa, i siamesi coordinarono la controffensiva e riconquistarono momentaneamente Thalang, che cadde nuovamente in mano nemica il 13 gennaio. Nei mesi seguenti i siamesi, con il sostegno del sultano di Kedah, respinsero nuovamente il nemico nel marzo 1810.
A maggio i birmani inviarono ulteriori 6 000 uomini ma il viaggio di questi rinforzi fu funestato dalle tempeste e solo pochi di essi raggiunsero l'esercito in Siam. Un ulteriore tentativo fu fatto con l'invio di 5 000 uomini nel dicembre 1811. Anche questi rinforzi furono sconfitti dai siamesi. In seguito a questa disfatta i birmani si rassegnarono alla sconfitta e nel periodo seguente i siamesi riuscirono ad espellerli dal loro territorio.